# Populonia
Populonia is een plaats (frazione) in de Italiaanse gemeente Piombino.